# Петров, Константин Яковлевич
Константин Яковлевич Петров — советский деятель науки и связи, лауреат Сталинской и Государственной премий.

## Биография
Родился в 1915 году в селе Ливенка. Член КПСС.
Окончил физико-математический факультет Воронежского государственного университета.
Участник присоединения Западной Белоруссии и советско-финской войны.
Участник Великой Отечественной войны: помощник начальника, начальник штаба 114-го миномётного полка РГК
В 1946—1957 гг. — инженерный и руководящий работник на заводе № 728.
В 1957—1963 гг. — начальник Управления радиоэлектротехнической промышленности Воронежского совнархоза.
В 1963—1964 гг. — начальник Управления радиоэлектронной и электронной промышленности совнархоза Центрально-Чернозёмного экономического района.
В 1964—1986 гг. — директор института № 299 / Воронежского научно-исследовательского института связи.
За работу в области радиосвязи был в составе коллектива удостоен Сталинской премии за выдающиеся изобретения и коренные усовершенствования методов производственной работы 1951 года.
Делегат XIX съезда КПСС.
Лауреат Государственной премии СССР (неопубликованным Указом).
Умер в 1999 году в Воронеже.

## Награды
- Орден Ленина (дважды)
- Орден Октябрьской Революции
- Орден Отечественной войны I степени
- Орден Отечественной войны II степени
- Орден Красной Звезды
- Медаль «За отвагу»